# Clos des Acacias (Woluwe-Saint-Pierre)
Pour les articles homonymes, voir Clos des Acacias.
Le clos des Acacias (en néerlandais : Acaciagaarde) est un clos bruxellois de la commune de Woluwe-Saint-Pierre donnant sur la rue au Bois, face au parc Crousse.

## Historique et description
Le bâti est entièrement sorti de terre entre 1971 et 1975. Autour d'une place rectangulaire se dressent cinq immeubles d'habitation, de trois ou quatre niveaux surmontés d'un penthouse sous une toiture à croupes. À l'entrée du clos s'implantent deux maisons jumelées (nos 1a, 1b). Ces dernières remplacent une construction du premier quart du XXe siècle qui se situait le long de la rue au Bois.